# Ingrid Ohlenschläger

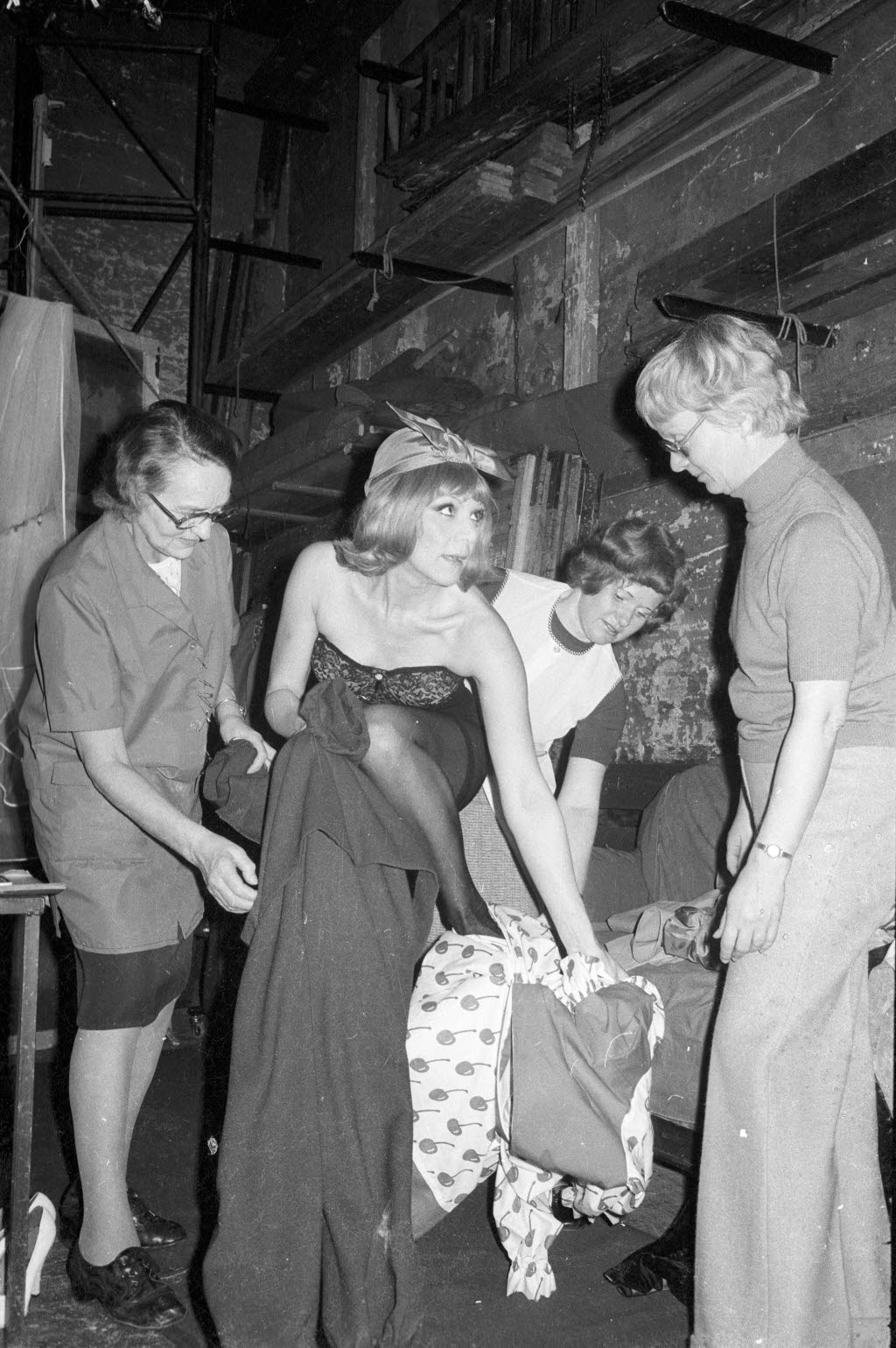
Ingrid Ohlenschläger (2. v. l.)

Ingrid Ohlenschläger (* 27. Juli 1926 in Naliboki, Polen; † 21. April 1999 in Berlin) war eine deutsche Schauspielerin, Kabarettistin, Sängerin und Hörspielsprecherin.

## Leben und Werk
Nachdem sie die Schauspielschule des Deutschen Theaters in Berlin absolviert hatte, debütierte sie 1946 an einer Bühne in Weimar. Weitere Stationen waren Eisenach, das Stralsunder Theater, Halle und ab 1954 das Ost-Berliner Kabarett „Die Distel“, wo sie als ein Mitglied des Ensembles bis zum Jahr 1965, mitunter auch als Sängerin, arbeitete. Neben der Arbeit am Kabarett wirkte Ohlenschläger auch als Schauspielerin der DEFA und des Fernsehen der DDR mit, wie beispielsweise in einigen satirischen „Das Stacheltier“-Produktionen oder der Filmkomödie Wer seine Frau lieb hat … aus dem Jahr 1955 mit.
Es folgten weitere Filmaufgaben in zumeist kleineren Rollen, wie beispielsweise Altweibersommer (1962), ehe ihr 1962 die Hauptrolle in János Veiczis DEFA-Streifen For Eyes Only angeboten wurde. Ohlenschläger wurde für ihre schauspielerischen Verdienste mit dem Nationalpreis der DDR ausgezeichnet.
„Die Ohle“, wie sie von ihren Kollegen und Freunden genannt wurde, floh 1968 aus der DDR in die Bundesrepublik Deutschland. Im Gegensatz zu vielen ihrer Schicksalsgenossen fand sie bald wieder festen Bühnenboden unter den Füßen und spielte bereits im August 1969 im Hamburger Theater im Zimmer die weibliche Hauptrolle in „Die Philosophie im Boudoir“ nach de Sade, bearbeitet und inszeniert von Christoph Roethel. Weiterhin wirkte sie auch vereinzelt in Fernsehproduktionen mit, wie 1966 in Familie Leitmüller oder 1967/1968 in Der Vogelhändler.
Neue Popularität errang sie durch ihre Mitwirkung als Sprecherin in den Kasper-Hörspielen von Gerd von Haßler, die bis Mitte der 1970er Jahre von verschiedenen Plattenlabeln in z. T. gewaltiger Auflage auf den Markt gebracht wurden. Hier glänzte sie in zahlreichen weiblichen Rollen und blieb vor allem als Hexe in Erinnerung.
Ingrid Ohlenschläger war mit dem Schauspieler Wolfgang Lippert (1924–1995, nicht zu verwechseln mit dem gleichnamigen Fernsehmoderator) verheiratet; die Ehe wurde geschieden.

## Filmografie (Auswahl)
- 1954: Der junge Gelehrte
- 1955: Wer seine Frau lieb hat …
- 1957: Das Stacheltier – Das Gesellschaftsspiel – Eine unglaubliche Geschichte oder?
- 1962: Altweibersommer
- 1963: For Eyes Only
- 1963: Der Andere neben Dir (Zweiteiler)
- 1963: Jetzt und in der Stunde meines Todes
- 1966: Die Verfluchten der Pampas
- 1966: Familie Leitmüller (Fernsehserie)
- 1968: Der Vogelhändler

### Das Stacheltier
- Episode Der Magarinekönig (wohl 1954)
- Episode Prometheus – Olympische Spiele mit Feuer (1956)
- Episode Hausbeleuchtung (1957)
- Episode Die Heilige und ihr Narr (1963)

## Synchronsprecher
- 1955: … und nicht als ein Fremder … als Harriet Lang (Gloria Grahame)

## Theater
- 1955: Keine Ferien für den lieben Spott – Regie: Heinrich Fratzer (Kabarett-Theater Distel, Berlin)
- 1955: Himmel, Marsch und Wolkenbruch – Regie: Wolfgang E. Struck (Kabarett-Theater Distel, Berlin)
- 1955: Wer einmal in den Fettnapf tritt – Regie: Ernst Kahler (Kabarett-Theater Distel)
- 1956: Wem die Jacke passt… – Regie: Distel-Kollektiv (Kabarett-Theater Distel, Berlin)
- 1956: Oh, du geliebtes Trauerspiel – Regie: Ernst Kahler (Kabarett-Theater Distel, Berlin)
- 1957: Wenn die kleinen Kinder schlafen – Regie: Joachim Gürtner/Erich Brehm (Kabarett-Theater Distel, Berlin)
- 1957: Wohin rollst du, Erdäpfelchen – Regie: Wolfgang E. Struck (Kabarett-Theater Distel, Berlin)
- 1958: Liebe und Raketenbasen – Regie: Ernst Kahler/Robert Trösch (Kabarett-Theater Distel)
- 1958: Blick zurück nach vorn – Regie: Wolfgang E. Struck (Kabarett-Theater Distel, Berlin)
- 1959: Berlin ist, wenn man trotzdem lacht – Regie: Distel-Kollektiv (Kabarett-Theater Distel, Berlin)
- 1965: Bis hierher und so weiter – und noch ein Stück weiter – Regie: Erich Brehm (Kabarett-Theater Distel, Berlin)

## Hörspiele
- 1960: Gerhard Rentzsch: Altweibersommer (Frau Schmidt) – Regie: Hans Knötzsch (Rundfunk der DDR)